# 滇藏梨果寄生
滇藏梨果寄生（学名：Scurrula buddleioides）为桑寄生科梨果寄生属下的一个种。